# اتنیس
اتنیس (انگلیسی: Etnies) شرکت پوشاک آمریکایی است، که در سال ۱۹۸۶ تأسیس شد.